# Cybook
 (août 2012).
Si vous disposez d'ouvrages ou d'articles de référence ou si vous connaissez des sites web de qualité traitant du thème abordé ici, merci de compléter l'article en donnant les références utiles à sa vérifiabilité et en les liant à la section « Notes et références ».
Cybook est une gamme de liseuses électroniques produites par Bookeen.

## Cybook Gen3
Le Cybook Gen3 utilise la technologie des écrans équipés du papier électronique. Cette technologie rend possible une lecture similaire à celle sur support papier.

### Spécifications
- Dimensions : 118 × 188 × 8,5 mm
- Poids : 174 grammes (avec la batterie)
- Écran : écran E Ink® Vizplex (en) ; 6 pouces de diagonale (122 × 91 mm). 600 × 800 pixels, soit 166 dpp. Tramage en quatre niveaux de gris. Non rétro-éclairé
- Son : prise casque 2,5 mm (jack standard)
- Batterie : Li-Polymer (1 000 mAh), environ 8 000 changements de pages
- Connexion : câble USB (2.0) ; Compatible Mac, Microsoft Windows, Linux
- Processeur : Samsung® S3C2410 ARM920T 200 MHz
- Système d'exploitation : Linux 2.4.18
- Mémoire ROM : 8 MB
- Mémoire RAM : 16 MB
- Slot pour SD card

### Formats de fichiers lus
- Pour les livres : PRC/MOBI de Mobipocket.com, PDF, ePub, HTML, TXT, PalmDoc,
- Pour la musique : MP3
- Pour les images : JPG, PNG, GIF
- Pour les polices de caractères : TrueType (TTF)

Depuis la mise à jour du mois de décembre 2009, le Cybook Gen3 permet de lire les ePub avec DRM (version 2.0) et les formats Mobipocket avec DRM (version 1.5). À l'heure actuelle[Quand ?], il est impossible d'emporter sur son Cybook des fichiers ePub et des fichiers Mobipocket.

### Contenu de la boîte
- un Cybook Gen3 ;
- un câble USB (2.0) ;
- Un guide de démarrage (une feuille A5 recto-verso).

En option :
- un chargeur USB (à brancher sur une prise de courant) ;
- des écouteurs ;
- une couverture de protection ;
- une batterie supplémentaire.

### Structure des répertoires
Les fichiers sont stockés dans 4 répertoires :
- EBooks : les livres électroniques
- Pictures : les images
- Music : les fichiers musicaux, au format MP3
- Fonts : les polices de caractères

Un répertoire System contient les fichiers nécessaires au fonctionnement du Cybook Gen3.
Pour chaque fichier image et livre numérique, un fichier « thumbnail » (vignette) est créé automatiquement par le Cybook avec une extension « t2b ». Ces images réduites sont utilisées lors de l'affichage de la bibliothèque.
Pour les livres électroniques au format PRC, PDB, HTML et TXT, un fichier d'enregistrement des paramètres utilisateurs est créé (dernière page lue, police utilisée, ...) avec l'extension « mbb ».
Ces deux types de fichiers système (t2b et mbb) sont recréés automatiquement en cas de suppression. Par contre, si le fichier principal est supprimé, le ou les fichiers système s'y rattachant ne sont pas supprimés, et il faudra donc le faire manuellement.

### Fichiers pré-installés sur le Cybook Gen3
Livres (répertoire eBooks)
- Au format PDF
  - Accelerando, par Charles Stross, en anglais (Accelerando- Stross.pdf)
  - Quatre pages de partitions de Bach (Bach - Musical score.pdf)
  - Crime and Punishment, Dostoyevsky, en anglais (Crime and Punishment - Dostoyevsky.pdf)
  - Dracula, par Bram Stoker, en anglais (Dracula - Stoker.pdf')
  - The Memoirs of Sherlock Holmes, par Arthur Conan Doyle, en anglais (The Memoirs of Sherlock Holmes - Doyle.pdf)
  - I, Robot, par Cory Doctorow, en anglais (I, Robot - Doctorow.pdf)

- Au format PRC
  - Les Contes d'Andersen, tome 1, en français (andersen_contes_tome1.prc)
  - Les Hauts de Hurlevent, par Emily Bronte, en français (bronte_emily_les_hauts_de_hurlevent.prc)
  - Don Quichotte, par Cervantes (en français) (cervantes_don_quichotte_1.prc)
  - A Christmas to Remember, par Kay Sockham (collection Harlequin), extraits, en anglais (Christmastoremember_demo.prc)
  - Guide utilisateur du Cybook Gen3, en anglais (CybookUserGuide_1_0.prc)
  - Eldest, par Christopher Paolini, extraits, en anglais (Eldest.prc)
  - The Footprints of God, par Greg Iles, extraits, en anglais (Footprint_demo.prc)
  - Ice Hunt, par James Rollins, extraits, en anglais (Ice Hunt.prc)
  - If He Only Knew, par Debbi Rawlins (collection Harlequin), en anglais (If  He Only Knew.prc)
  - My Life, par Bill Clinton, extraits, en anglais (My Life.prc)
  - Next, par Michael Crishton, extraits, en anglais (Next_demo.prc)
  - Dictionnaire anglais Owford, extrait, en anglais (Pocket Oxford.prc)
  - Histoires Extraordinaires, Edgar Allan Poe, en français (poe_nouvelles_histoires_extraordinaires.prc)
  - Star Trek : The Sky's The Limit, divers auteurs, extraits, en anglais (Startrek_demo.prc)
  - The Age of Turbulence, par Alan Greenspan, extraits, en anglais (Age of Turbulence_demo.prc)
  - The Da Vinci Code, par Dan Brown (extraits), en anglais (The Da Vinci Code.prc)
  - The Harry Bosch Novels, par Michael Connelly, extraits, en anglais (The Harry Bosch_demo.prc)
  - The Internet for Dummies, en anglais (The Internet for Dummies.prc)
  - The Taking, par Dean Koontz, extraits, en anglais (The Taking.prc)
  - The Alchemist, par Apulo Coelho, extraits, en anglais (Thealchemist_demo.prc)
  - Time's Eye, par Arthur C. Clarke et Stephen Baxter, extraits, en anglais (Times Eyes.prc)
  - The World is Flat, par Thomas L. Friedman, extraits, en anglais (worldisflat_demo.prc)

Images (répertoire Pictures)
- Gears.jpg (image au trait en nuance de gris 8 bits, taille 1217×1109)
- Gilles Guias 01.jpg (image au trait en nuance de gris 8 bits, taille 600×800, soit la résolution native du Cybook)
- Gilles Guias 02.jpg (mêmes caractéristiques que Gilles Guias 01.jpg)
- How E Ink Works.jpg (image couleur 24 bits, 1330×612)
- Mona Lisa - Da Vinci.jpg (image couleur 24 bits, 743×1155)
- Parrot.jpg (photo couleur 24 bits, 1024×768)
- Rosine Lehmans02.jpg (photo nuance de gris 8 bits, 600×800)
- Rosine Lehmans03.jpg (photo nuance de gris 8 bits, 600×800)
- Vitruvian Man - Da Vinci.jpg (photo couleur 24 bits, 593×835)

Musiques (répertoire Music)
- Aucun fichier musical n'est pré-installé

Polices de caractères (répertoire Fonts)
- Georgia

### L'affichage
La technologie d'affichage utilisée par le Cybook Gen3 ne nécessite d'énergie que pour les changements d'affichage. Une fois la page affichée, la consommation électrique est nulle. Ceci permet une autonomie très importante (8 000 changements de pages environ).

### Galerie

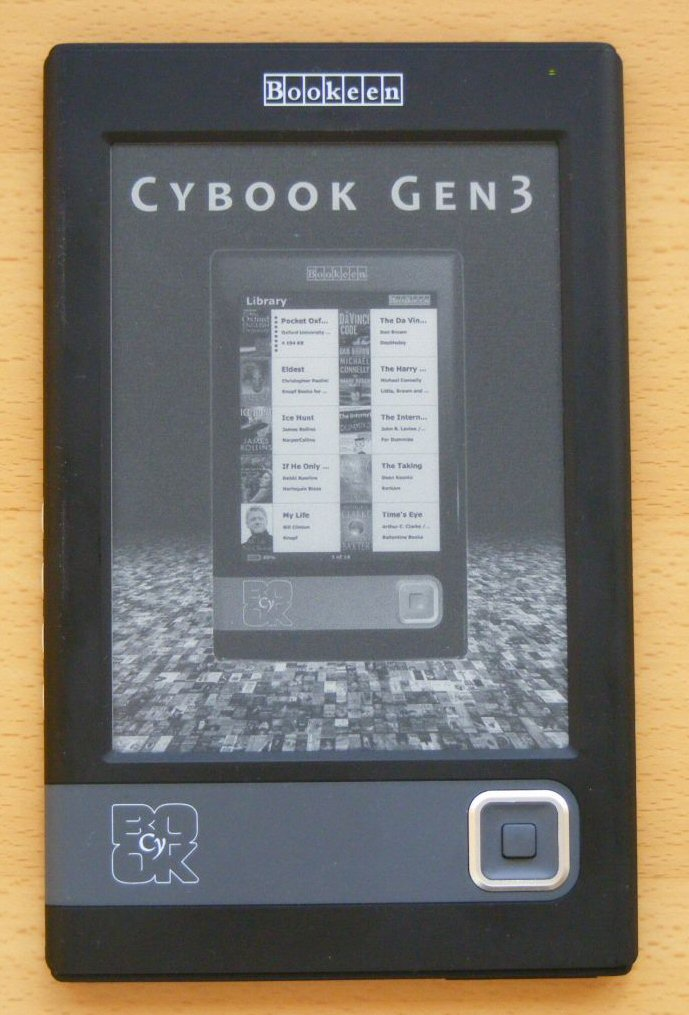
Page affichée lors du démarrage du Cybook Gen3.
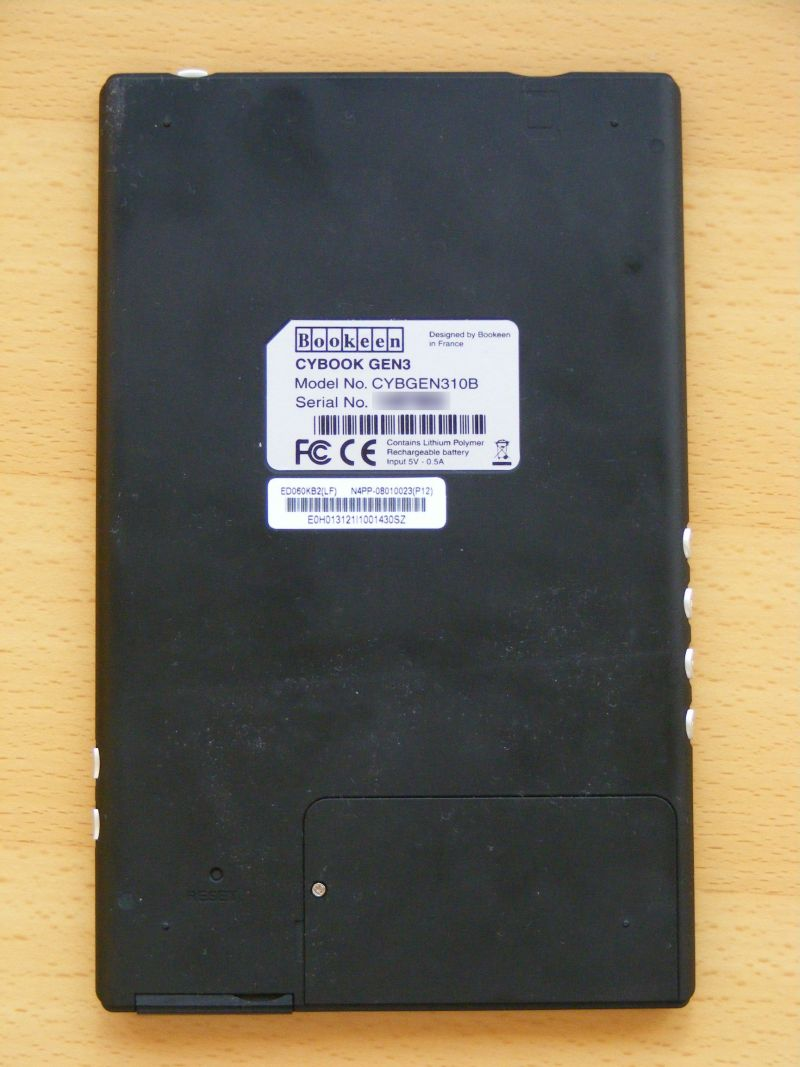
Dos du Cybook Gen3.
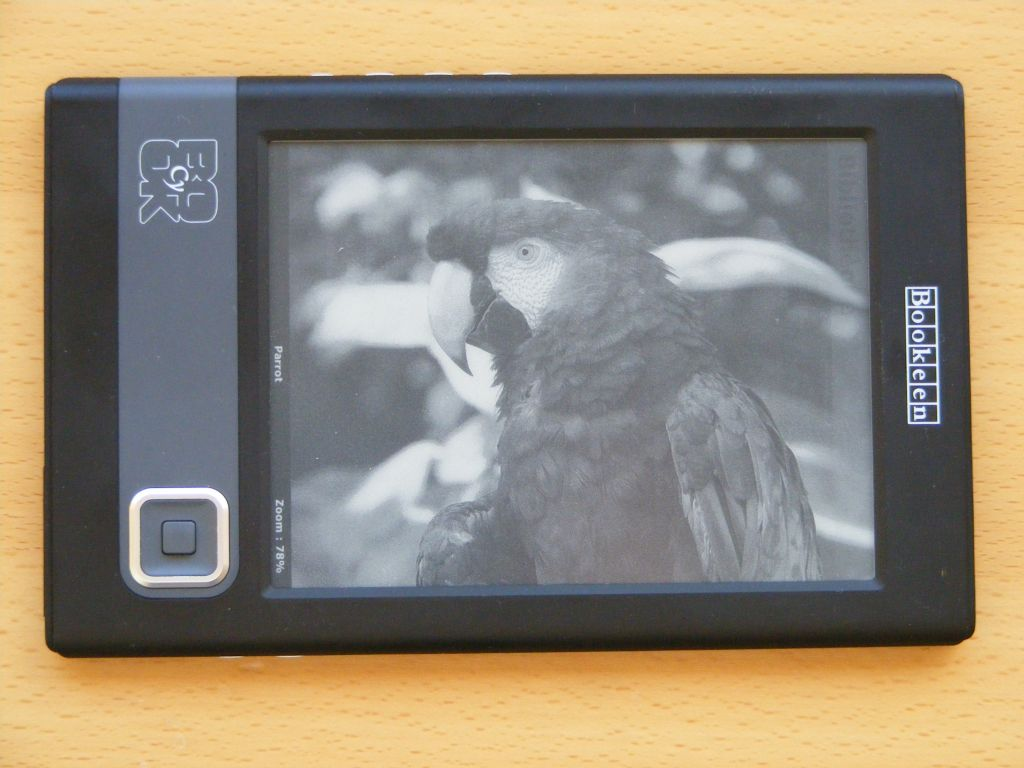
Exemple d'affichage d'une photo (passage en mode portrait automatique).
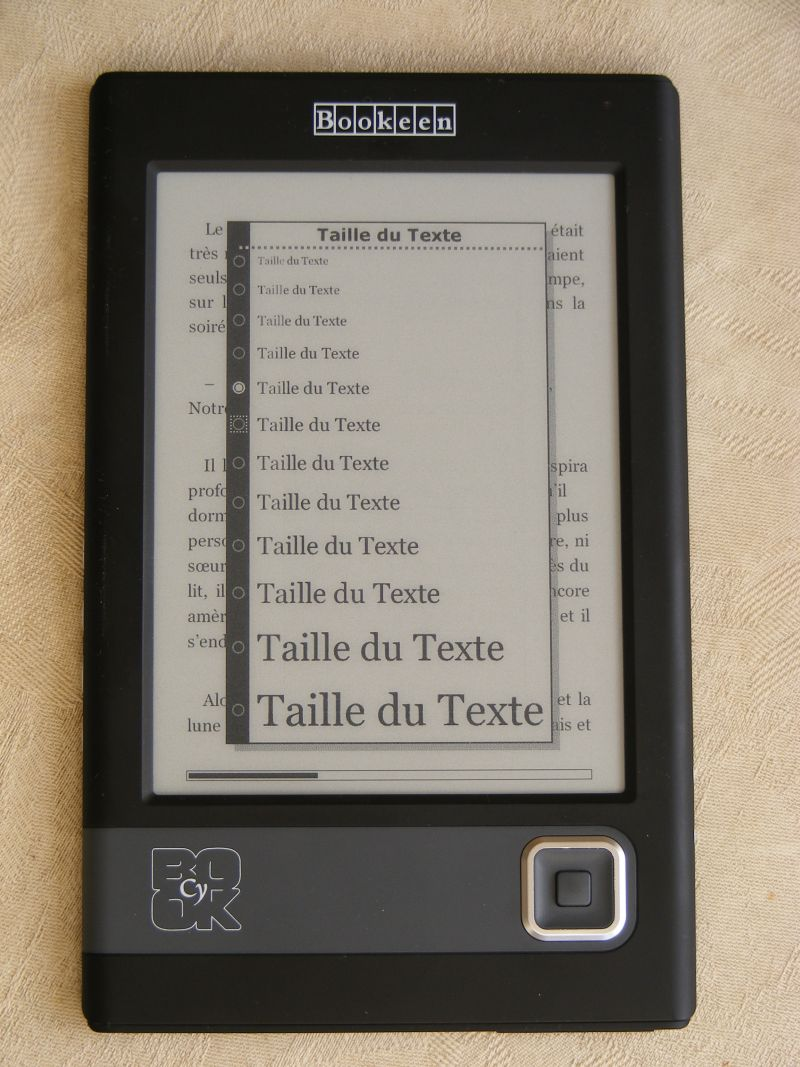
Choix de la taille des lettres lors de la lecture d'un livre.
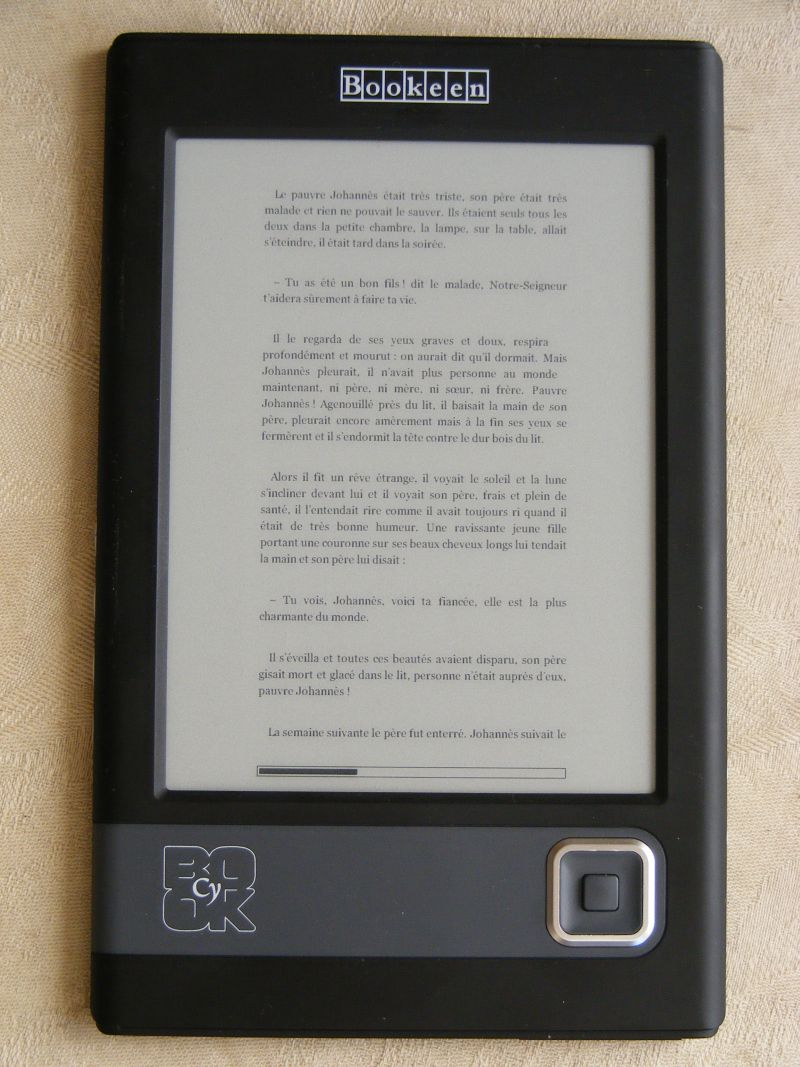
Affichage avec la police la plus petite.
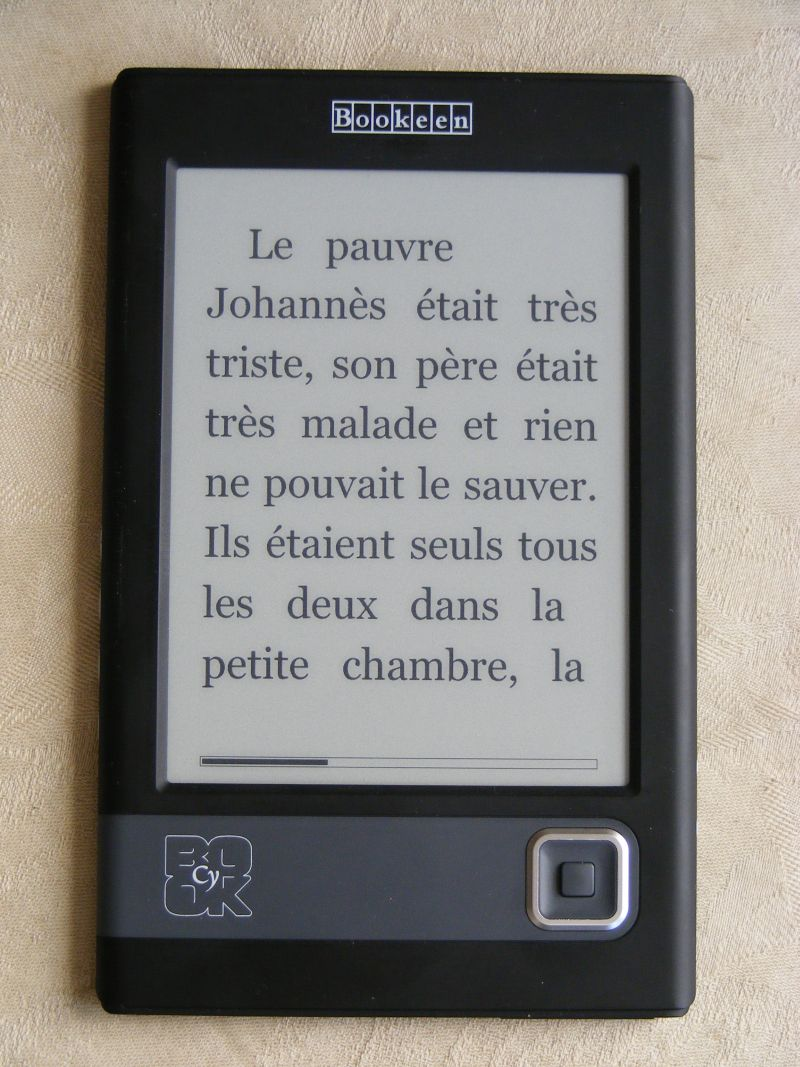
Affichage avec la police la plus grande.
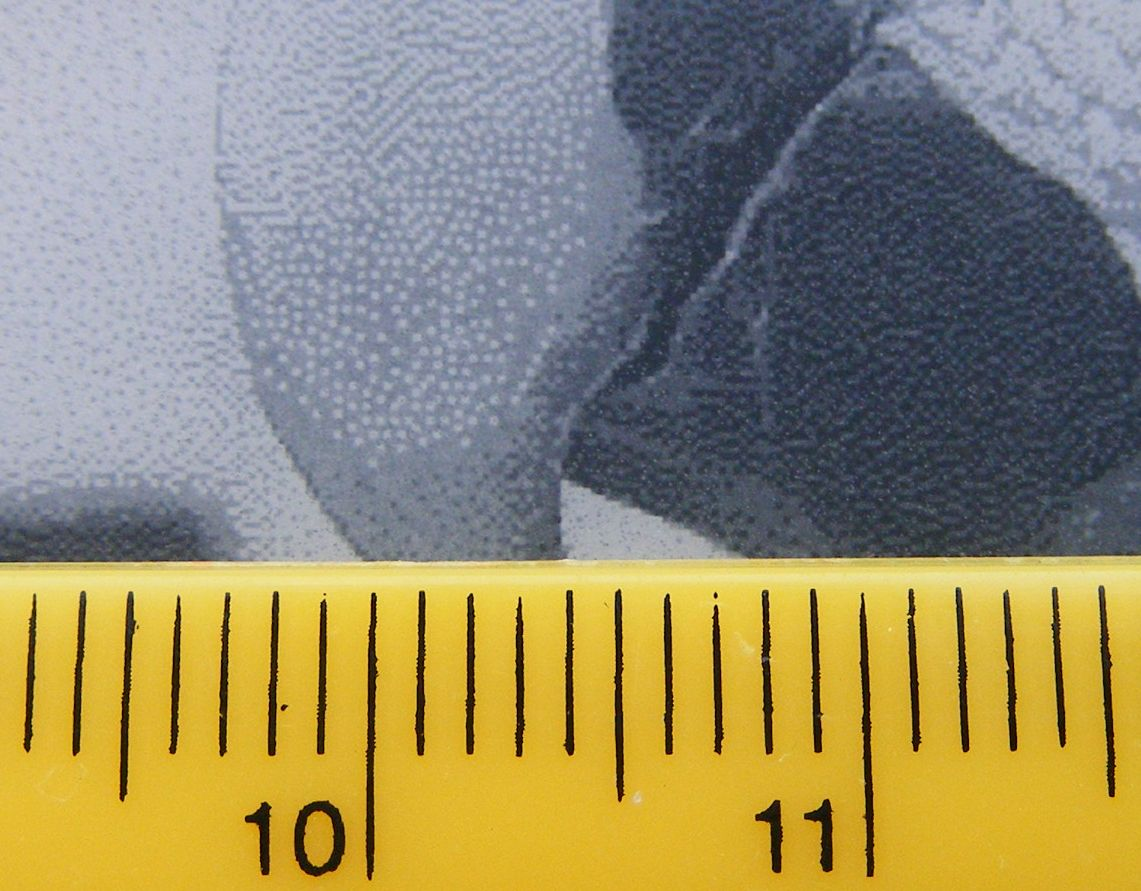
Détail de l'affichage d'une photo.
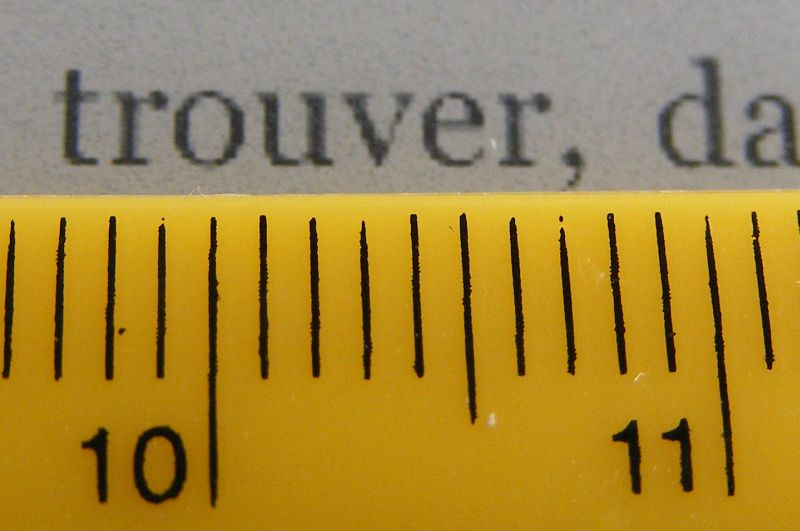
Détail de l'affichage du texte (taille par défaut).

## Cybook Opus

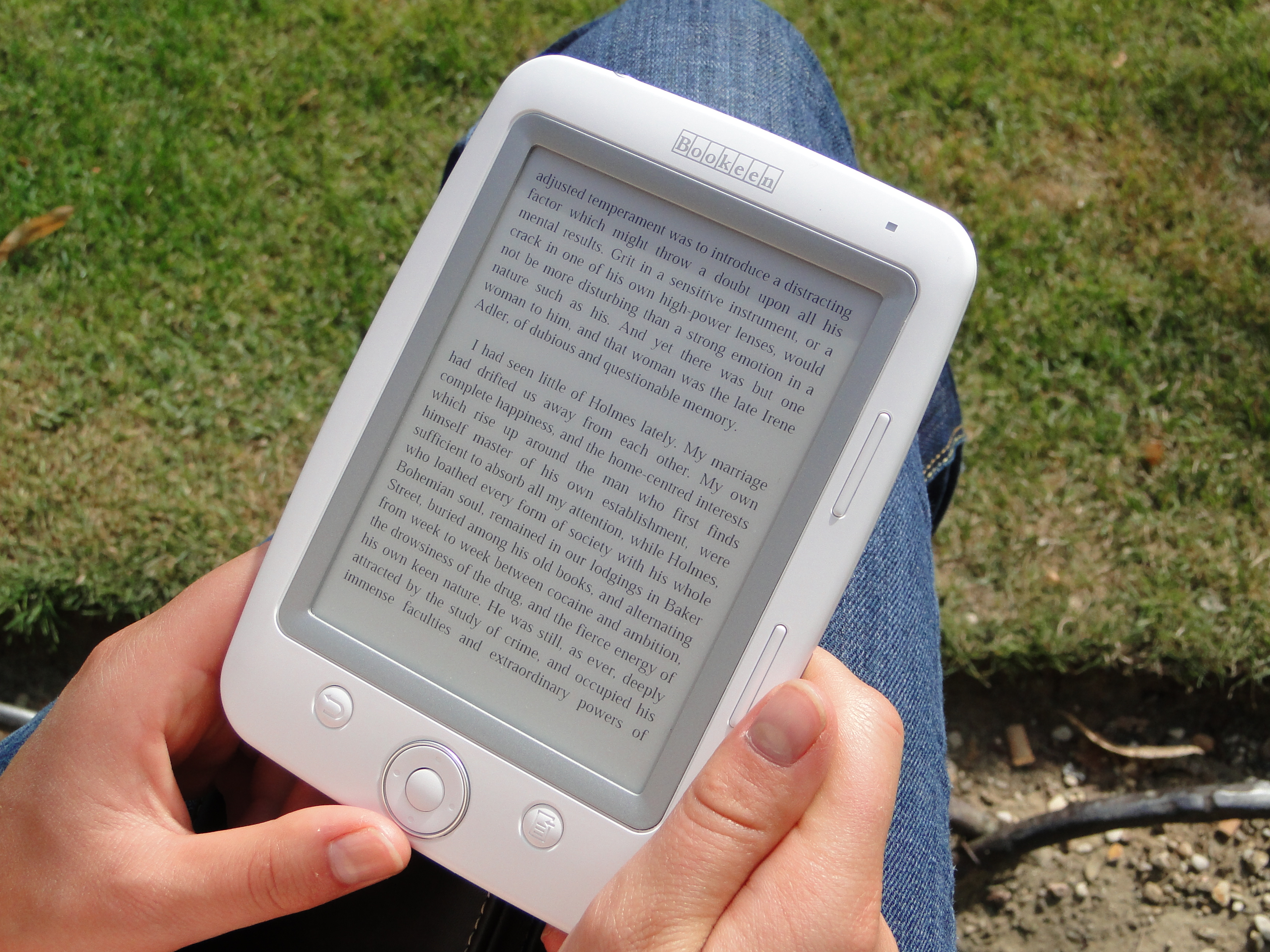
Le Cybook Opus de Bookeen.

Le Cybook Opus est une liseuse ultra-légère basée sur la technologie de papier électronique E Ink.
Il dispose d'un écran 5 pouces et pèse 150 grammes batterie incluse. Il possède une résolution de 200 dpi, ce qui est suffisant pour afficher du texte mais pas pour les images de haute résolution. Il possède un contraste élevé proche de celui du papier, et est lisible même sous la lumière directe du soleil : en fait, le contraste augmente en présence de lumière. Le papier électronique utilisé n'est pas le meilleur qui existe puisqu'il affiche quatre tons de gris alors que d'autres liseuses en affichent huit, voire seize.

### Contrôles
Son interface n'est pas tactile. Les contrôles du Cybook Opus incluent : 
- Deux longs boutons sur le côté de l'écran en mode portrait pour la navigation. Les boutons peuvent être configurés pour tourner les pages juste avec le pouce sur le bouton du bas en mode portrait.
- Une roue directionnelle munie d'un bouton au centre, utilisée principalement pour naviguer dans les menus, mais qui peut servir aussi à la navigation. Le menu est activé par un autre bouton, et un bouton « retour » permet de revenir à l'option ou l'écran précédent. Il dispose d'un accéléromètre pour passer automatiquement (si cette option est activée) du mode portrait au mode paysage, qui convient à la fois aux lecteurs gauchers et droitiers. Quand l'orientation change, les contrôles s'y adaptent : par exemple un bouton situé en haut ou à gauche de l'écran fait passer à la page précédente, tandis qu'un bouton situé en bas ou à droite fait passer à la page suivante. Pendant la lecture et en mode bibliothèque, laisser un bouton de navigation enfoncé fait passer en mode de pagination « ultra-rapide ».

### Batterie
Le Cybook Opus possède une batterie lithium-polymère rechargeable et remplaçable ; la durée de vie de la batterie permet de tourner 8 000 fois les pages. C'est uniquement le fait de tourner une page qui consomme de l'énergie. L'appareil se charge par le même câble USB qui permet de transférer du contenu. Une charge complète dure environ cinq heures. Des utilisateurs ont signalé que l'indicateur de niveau de la batterie est moins fiable depuis le firmware 2.1. Il est normalement impossible de lire pendant la charge, mais il existe une méthode non documentée possible après la mise à jour 2.1 : 
1. Mettre en veille ;
2. Brancher ;
3. Sortir de la veille.

### Stockage et organisation des titres
Le Cybook Opus communique par un câble USB. Pour l'ordinateur hôte, il se comporte comme une unité de stockage USB standard, et ne nécessite pas de driver particulier. Il fonctionne ainsi sous la plupart des systèmes d'exploitation y compris Linux. Les livres numériques peuvent être organisés en dossiers et en sous-dossiers, et effacés. L'appareil dispose d'une mémoire flash interne d'1 Go qui peut stocker environ 1 000 titres. Un emplacement pour une carte micro-SD est disponible, ce qui permet d'ajouter jusqu'à 32 Go de mémoire supplémentaire, et aussi d'utiliser sa carte pour partager facilement ses e-books avec d'autres personnes.

### Formats pris en charge
Le Cybook Opus utilise des polices TrueType et peut également être utilisé comme afficheur d'images. Les formats supportés nativement sont Adobe ePub, PDF, TXT, FictionBook (.fb2) et HTML. Les conditions contractuelles d'Amazon obligent à choisir la version du firmware entre Adobe et Mobi (le format d'Amazon) mais il est possible de changer le firmware Mobi pour le firmware Adobe et inversement. Il est possible de convertir d'autres formats avec des logiciels comme calibre. L'appareil supporte également les images JPEG, GIF et PNG en noir et blanc. Le format PDF n'est en fait pas affiché en mode texte mais comme une image, et les tailles de police ne s'appliquent donc pas : dix niveaux de zoom et la possibilité de scroller à travers les pages permettent de lire la plupart des PDF.

### Polices et affichage du texte
L'appareil utilise douze tailles de police. L'utilisateur peut utiliser ses propres polices en les transférant par le câble USB dans un dossier spécifique. Il peut choisir l'alignement à gauche ou justifié, et mettre le texte en gras pour maximiser le contraste. Ces réglages s'appliquent aux fichiers ePub, HTML, FB2 et TXT.

### Langues supportées
L'interface utilisateur du Cybook Opus est disponible en vingt-trois langues : allemand, anglais, croate, danois, espagnol, finnois, français, grec, hongrois, italien, néerlandais, norvégien, polonais, portugais, roumain, slovaque, slovène, suédois, tchèque, turc, ainsi qu'en chinois traditionnel et simplifié. L'utilisation de l'interface utilisateur en chinois nécessite cependant d'ajouter une police supportant les caractères chinois. L'appareil supporte les noms de fichiers et les métadonnées en chinois, japonais et coréen. Pour les textes en caractères non latins, comme le grec ou le cyrillique, le Cybook Opus utilise automatiquement une police supportant ces caractères. Tous les encodages sont acceptés. La détection automatique du jeu de caractères fonctionne pour les fichiers HTML, FB2 et TXT.

### Système d'exploitation etfirmware
Le Cybook Opus utilise Linux comme système d'exploitation ; cependant, si le firmware est open source, l'application ne l'est pas. C'est probablement dû au support des fichiers protégés par DRM qui nécessite des bibliothèques logicielles non libres. En juin 2010, Bookeen a publié un nouveau firmware, le « 2.1 build 1198 », qui introduit le « mode 1 seconde » : l'appareil peut désormais s'allumer et s'éteindre en une seconde, en laissant ouverte la dernière page lue, ce qui permet d'éteindre et de rallumer l'appareil sans avoir à le démarrer à chaque fois.

### Avantages et désavantages
Le Cybook Opus n'a pas de clavier, et manque d'un dictionnaire, d'une fonction d'annotation et de marque-pages. Il n'a pas non plus de connexion Wi-Fi, de synthèse vocale, et ne permet pas d'écouter de la musique en lisant. L'appareil est en fait conçu uniquement pour lire, comme un livre normal. L'idée principale de sa conception est de le rendre petit et léger afin d'être emporté et lu pendant plusieurs heures sans problèmes de confort. Il utilise des formats libres et standards, ce qui permet de ne pas se limiter à un distributeur de livres numériques.

### Partenariat
À la suite d'un partenariat entre Bookeen et l'éditeur InLibroVeritas, il existe depuis 2010 un Cybook Opus au logo d'InLibroVeritas, contenant des e-books sous licence libre édités et sélectionnés par InLibroVeritas.

## Cybook Orizon

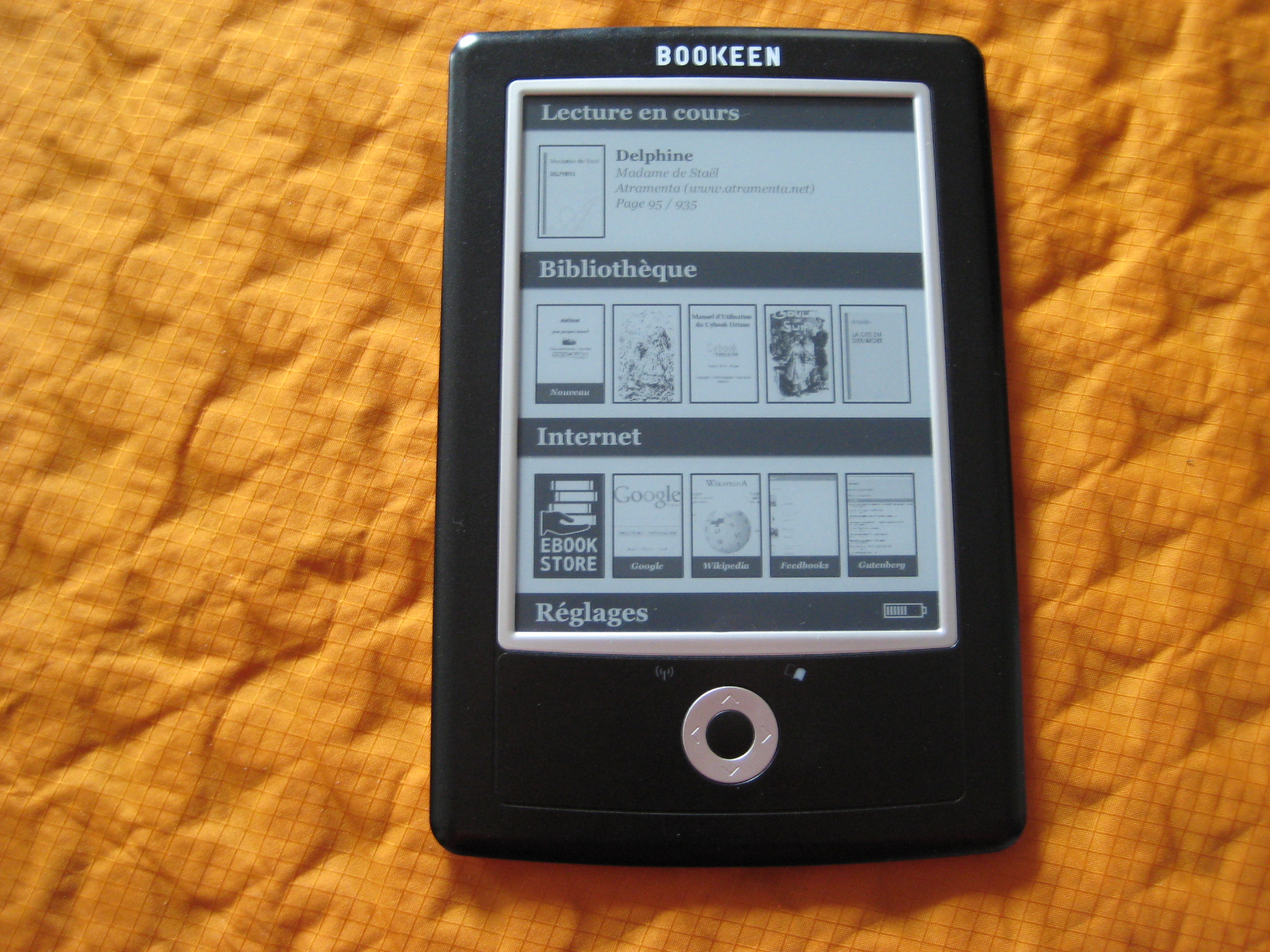
Cybook Orizon.

Le Cybook Orizon utilise la technologie des écrans équipés du papier électronique. Cette technologie rend possible une lecture similaire à celle sur support papier.
Il mesure 190 millimètres de longueur et 125 mm de largeur.  

### Batterie
L'appareil est alimenté par une batterie lithium-polymère rechargeable ; son autonomie est de 10 000 pages tournées ou environ trois semaines.

### Contrôles
Le Cybook Orizon possède également une interface composée d'un pavé multidirectionnel et d'un bouton permettant de valider.

### Stockage
Le Cybook Orizon dispose d'une mémoire interne de 2 Go permettant de stocker environ 2 000 livres numériques. Un emplacement pour une carte mémoire micro SD permet d'ajouter de la mémoire ou de partager facilement des données d'un appareil à l'autre. Un connecteur micro-USB permet de relier l'appareil à un ordinateur PC ou Mac pour mettre à jour son contenu. La bibliothèque peut être gérée avec des logiciels comme calibre.

### Formats supportés
Le Cybook Orizon supporte les formats ePub, TXT, HTML et PDF ; pour ce dernier, il ne peut pas adapter le texte à la taille disponible sur l'écran, mais dispose d'une fonction pour choisir le niveau de zoom le mieux adapté. Pour les formats ePub, TXT et HTML, il est possible de régler la police utilisée, sa taille et de la lisser (anticrénelage). Il peut également afficher des images en format JPEG, GIF et PNG.

### Fonctions supplémentaires
Le Cybook Orizon possède un accéléromètre qui permet d'afficher le texte selon le sens dans lequel le lecteur tient l'appareil, et permet de sélectionner l'interface pour droitier ou gaucher. Il possède des fonctions d'annotation, de surlignage et de signets utilisables via son écran tactile.
Il est également doté d'une connectivité Wi-Fi qui lui permet de se connecter soit à sa « librairie » officielle eBookeen, soit à n'importe quel autre site grâce à un navigateur web intégré, et de télécharger du contenu directement.
Il est livré avec une housse en néoprène et un câble USB permettant à la fois de le charger et de synchroniser son contenu avec un ordinateur. Il est préchargé avec 150 livres numériques dont une trentaine en langue française.

## Cybook Odyssey
Lancé en novembre 2011, le Cybook Odyssey de Bookeen est doté d'un écran tactile et d'une connectivité Wi-Fi.

## Cybook Odyssey HD Frontlight
Le Cybook Odyssey HD Frontlight de Bookeen est commercialisé en novembre 2012. Cette liseuse connectée dotée d'un écran HD et d'un éclairage intégré avec écran tactile succède au Cybook Odyssey.